# Mellemblond (band)
 For alternative betydninger, se Mellemblond (flertydig). (Se også artikler, som begynder med Mellemblond)
Mellemblond er et dansksproget rockband centreret omkring sangeren og guitaristen Kristoffer Munck Mortensen.
I 2008 udgav Mellemblond en meget rost og omtalt ep som blandt andet bød på radiosinglen Ishånd. Året efter udkom debutalbummet, Ude af mine hænder, på Nikolaj Nørlunds pladeselskab Auditorium. Pladen blev fulgt op af koncerter landet over og en Steppeulv-nominering i kategorien Årets Håb.
I 2011 gav sangskriver Kristoffer Munck Mortensen og bandet igen lyd fra sig med Jesper Ravn Nielsens musikfilm Mellemblond på Bellahøj, der havde premiere på CPH:DOX og bl.a. skildrede tilblivelsen af ep'en Elastisk fra samme år. Ep'en affødte to radiosingler, Elastisk og Mørkt stof, og bandet spillede på SPOT 2012.
I foråret 2013 udgav Tigerspring Reords Mellemblonds anden plade Lysvågen med førstesinglen Et øje der lå #1 seks uger på den alternative hitliste Det Elektriske Barometer. Lysvågen fik fire nomineringer til musikprisen Årets Steppeulv i 2014 bl.a. Årets Album.

## Diskografi
- Mellemblond (EP) (2008)
- Ude af mine hænder (2009)
- Elastisk (EP) (2011)
- Lysvågen (2013)
- Fra et sted (slutningen af april 2015)
- Guldlokzonen (2018)
- Solregn (2020)
- En jordisk chance (2021)

## Film
Mellemblond på Bellahøj (2011)